# Yves Stella
Yves Stella (né à Morsiglia le 8 octobre 1942 où il est décédé le 15 juillet 2012) était un militant nationaliste corse et un homme politique. Il a été directeur de publication de l'hebdomadaire U Ribombu et maire de la commune de Morsiglia.

## Biographie
Militant de la première heure, il participe en 1976 à la création du FLNC. Il est arrêté en juin 1978 pour sa participation à l'attentat du 13 août 1977 visant le relais de télévision de Serra di Pigno (Haute-Corse). Il comparaît en juin-juillet 1979, avec d'autres membres du FLNC, devant la Cour de sûreté de l'État. Après une première condamnation, il fait ensuite l'objet d'une procédure supplémentaire pour avoir poursuivi, depuis son lieu d'incarcération, sa participation à la direction du FLNC. La Cour de sûreté de l'État le condamne à 15 ans de prison. Il bénéficie en 1981 de l'amnistie générale annoncée par le candidat François Mitterrand et mise en œuvre lors de sa prise de fonction.
Rentré en Corse, il participe à la Consulta di i Cumitati Naziunalisti (CCN) jusqu'à sa dissolution le 27 septembre 1983 sur décision du conseil des ministres. Il est ensuite membre du Muvimentu Corsu per l'Autodeterminazione (MCA).
En 1984, il est élu conseiller territorial à l'Assemblée de Corse créée par la loi no 82-214 du 2 mars 1982 portant statut particulier de la région de Corse. Il devient membre du Mouvement Corse par l'Autodétermination (MCA).
En 1987, il devient directeur de l'hebdomadaire U Ribombu et membre de la direction de A Cuncolta Naziunalista, ce qui conduit à une nouvelle arrestation. En 1990, lorsqu'Alain Orsoni fonde le Mouvement par l'Autodétermination (MPA), Yves Stella en devient membre et dirige alors les revues Paese et Agora.
De 1994 à sa mort il est élu maire de Morsiglia. À partir de 2004, il est membre du Parti de la Nation Corse (PNC), parti nationaliste modéré.